# Tomoplagia kelloggi
Tomoplagia kelloggi är en tvåvingeart som beskrevs av Aczel 1955. Tomoplagia kelloggi ingår i släktet Tomoplagia och familjen borrflugor.
Artens utbredningsområde är Peru. Inga underarter finns listade i Catalogue of Life.